# 四輔 (官職)
四輔（しほ）は、かつての中国で、王や皇帝を輔佐することを職務とした四つの官職である。実在が疑わしい伝説上の官職と、西暦1年から23年まで前漢と新に実際に置かれた官職がある。北周と明には四輔官が置かれた。いずれも存続期間は短かった。

## 伝説上の官職
『礼記』の一篇である「文王世子」は、世子（君主の跡継ぎ）を教える役目として太傅・少傅・師・保があると説明したあと、「虞・夏・商（殷）・周に師・保があり、疑・丞があった。四輔と三公は必ず設けるのではなく、人による」と記す。師・保・疑・丞が四、大小を無視すれば傅・師・保が三で、四輔とは師・保・疑・丞のことである。四輔と三公では師と保が重複している。
こうした説では、君主の子の教育係と、君主の輔佐という異なる役割が重なっている。幼い成王にかわって政治をとった周公旦の政治を、孔子が理想としたことと関係があろう。儒教経典の中では、太傅・太師・太保を三公とする説が説かれ、四輔への言及はわずかしかない。
『漢書』によれば、前漢後期の建始3年（紀元前30年）、谷永は成帝への建言の中で、四輔の官によって周の成王の統治は安定したと述べた。唐代の顔師古は、この四輔は左輔、右弼、前疑、後丞の4つだと注釈した。

## 前漢末
前漢末期の元始元年（西暦1年）、太皇太后として幼い平帝を後見していた王政君が四輔を任命した。太傅の孔光を新設の太師に転じさせ、後任の太傅に王莽、新設の太保に王舜、新設の少傅に甄邯を任じ、あわせて四輔とした。官の序列は、太師、太傅、太保、少傅の順である。これ以前に孔光は太傅として臣下の最高位にあり、太師になったことでさらに上の地位に昇ったのだが、王莽はこの時同時に安漢公という抜きんでた爵位を受け、孔光の上に立った。
これより前、元寿2年（紀元前1年）に、三公は大司徒・大司馬・大司空の三つの官職で成立していた。司徒・司馬・司空の三公は、太傅・太師・太保の三公を説く古文学とは系統を異にする今文学の文献に記されており、前漢末から後漢には古文・今文ともに有力であった。今文学の三公がそのまま三公になり、古文学の三公が四輔となり、両方が制度化したことになる。
四輔は三公の上に立つものとされたが、その成立時に王莽は大司馬として兵権を握っており、四輔と三公を兼ねる安漢公太傅大司馬となった。四輔は、単なる臣下を越えて皇帝の代行者へと王莽が地位を高めていく階段としての役割を果たした。

## 新
王莽は皇帝になって新を建て、始建国元年（9年）に制度を改め、四輔を太師・太傅・国師・国将とした。三公の上に立つ最高位であることは同じである。
新を滅ぼした後漢は四輔を省き、その後は置かれなかった。

## 四輔官
南北朝時代の北周の大象元年（579年）に、宣帝が新たに四輔官を設けた。大前疑・大右弼・大左輔・大後丞の4つで、それぞれ宇文盛・李穆・尉遅迥・楊堅が任じられた。
明の洪武帝は、洪武13年（1380年）に四輔官を置いて儒者6人を任命したが、2年後の洪武15年（1382年）に廃止した。